# Голенюв
Голенюв (пол. Goleniów, нім. Gollnow) — місто в північно-західній Польщі, на річці Іна.
На 31 березня 2014 року, у місті було 22 773 жителів.

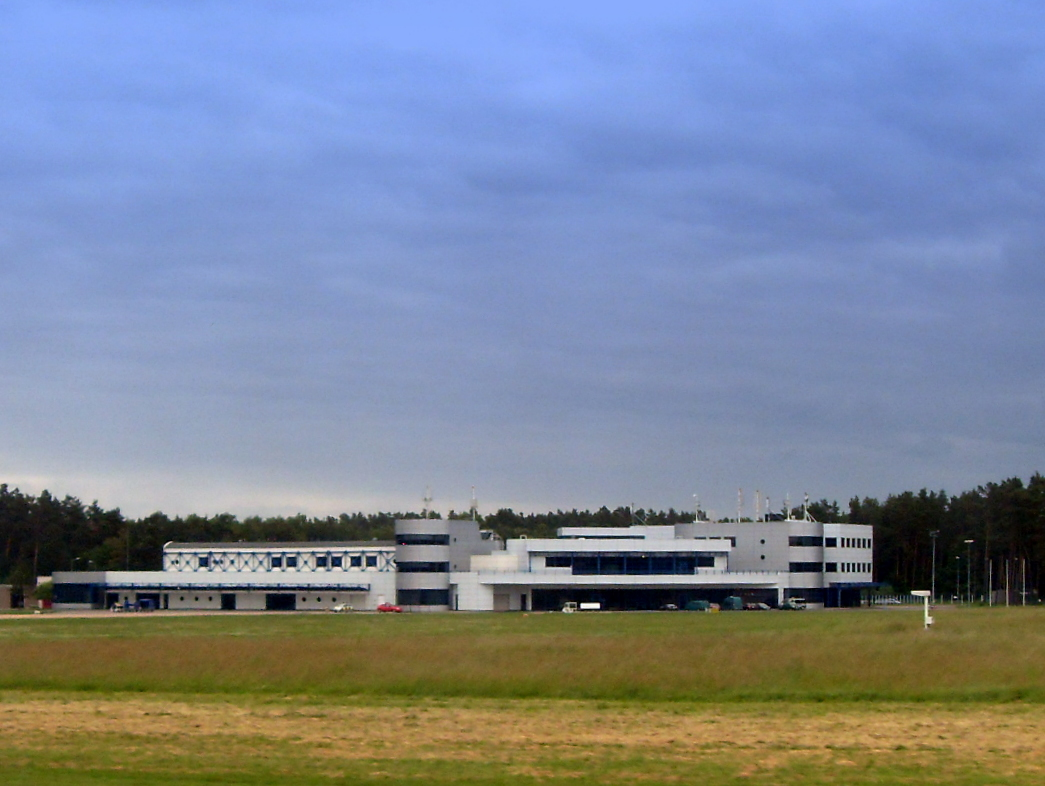
Аеропорт Щецін-Голенюв

Аеропорт Щецин.

## Демографія
Демографічна структура станом на 31 березня 2011 року:
|          | Загалом | Допрацездатний вік | Працездатний вік | Постпрацездатний вік |
| -------- | ------- | ------------------ | ---------------- | -------------------- |
| Чоловіки | 11001   | 2139               | 7773             | 1089                 |
| Жінки    | 11868   | 2018               | 7199             | 2651                 |
| Разом    | 22869   | 4157               | 14972            | 3740                 |